# 小林信雄
小林 信雄（こばやし のぶお、1922年(大正11年)10月 - 2014年(平成26年)3月）は、日本の新約聖書学者。

## 略歴
牧師・竹林拙三の子に生まれる。
関西学院高等部卒、九州帝国大学卒、1947年関西学院文学専門部専任講師、1950年関西学院大学文学部専任講師、1952年神学部専任講師、トロント大学大学院神学修士課程修了、イマヌエル神学校卒。関西学院大学神学部助教授、教授。1991年定年退任、名誉教授。

## 著書
- 『洗礼 その起源と意義』（新教出版社、聖書学叢書） 1956
- 『主の晩餐 その起源と展開』（日本基督教団出版局） 1999

### 共著
- 『狐は穴あり空の鳥は塒あり 聖書共同研究』（久山康, 藤井孝夫共著、基督教学徒兄弟団） 1958

## 翻訳
- 『キリスト教非戦平和主義』（レイトン・リチャード、新教出版社、基督教論叢） 1952
- 『信徒の神学』（ヘンドリック・クレーマー、新教出版社） 1960
- 『宣教の神学 キリスト教信仰のコミュニケーション』（ヘンドリック・クレーマー、新教出版社） 1960
- 『主は一つ教会は一つ』（J・R・ネルソン、日本基督教団出版部、現代と教会新書） 1964